# سنگ‌نگاره‌های دره درونزک
سنگ نگاره‌های دره درونزک مربوط به دوران پیش از تاریخ ایران باستان و دوران‌های تاریخی پس از اسلام است و در شهرستان سراوان، بخش مرکزی، روستای درونزک واقع شده و این اثر در تاریخ ۹ اردیبهشت ۱۳۸۲ با شمارهٔ ثبت ۸۵۰۶ به‌عنوان یکی از آثار ملی ایران به ثبت رسیده است.